# طفل غوانتانامو
طفل غوانتانامو هو فيلم وثائقي كندي صدر في عام 2015. من إخراج باتريك ريد وميشيل شيبرد، أصله كتاب نشرته ميشيل شيبرد في عام 2009 بعنوان طفل غوانتانامو: القصة التي لم ترو عن عمر خضر، يتحدث الفيلم عن الطفل الكندي من أصل مصري عمر خضر، الذي اُعتقل في معتقل غوانتانامو بعد إدانته في جرائم حرب.
تم إنتاج الفيلم من قبل شركة White Pine Pictures، بالتعاون مع قناة الجزيرة والإذاعة الكندية. وهو عبارة عن نسخة موسعة من البرنامج التلفزيوني الذي بث على قناة سي بي سي في مايو 2015 تحت عنوان: عمر خضر: خارج الظلال. عرضت نسخة من الفيلم على قناة الجزيرة الإنجليزية في يونيو 2015. وكان العرض الأول في مهرجان تورونتو السينمائي الدولي، وفي مهرجان كالغاري الدولي السينمائي، فاز الفيلم بجائزة اختيار الجمهور لأفضل فيلم وثائقي. وفي ديسمبر اُختير من ضمن أفضل عشرة أفلام وثائقية كندية في مهرجان TIFF السنوي في كندا.

## وصلات خارجية
- الموقع الرسمي
- طفل غوانتانامو على موقع IMDb (الإنجليزية)